# 維桑峰
46°36′06.1″N 9°22′56.4″E / 46.601694°N 9.382333°E
維桑峰（Piz Vizan），是瑞士的山峰，位於該國東南部，由格勞賓登州負責管轄，屬於勒蓬廷阿爾卑斯山脈的一部分，海拔高度2,471米，每年平均降雨量1,929毫米。

## 外部連結
- Piz Vizan on Hikr （页面存档备份，存于）